# La Conchiglia
 (juin 2024).
Pour les articles homonymes, voir Conchiglia.
Pour plus de détails, voir Fiche technique et Distribution.
La Conchiglia ou The Conch est un court métrage de l'écrivain et réalisateur somalien Abdulkadir Ahmed Said sorti en 1992.

## Synopsis
Une artiste féminine peint un paysage marin sur une plage déserte lorsqu'elle découvre une belle conque. Curieuse, elle tend l'oreille et écoute les échos et les bruits des vagues de l'océan. Mais elle entend aussi la voix d'une petite fille, Sophie, qui lui raconte sa vie courte et mouvementée dans sa petite ville, autrefois située sur un rivage luxuriant, mais depuis détruite par une catastrophe écologique. Une nuit, un bateau déverse des déchets toxiques illégaux qui empoisonnent les poissons et les pêcheurs locaux, contaminant à terme toute la végétation du littoral et les habitants de la région. L’histoire de Sophie est racontée douze mois après que la catastrophe écologique ait frappé cette bande de terre, détruisant à jamais l’habitat et coûtant de nombreuses vies, dont celle de l’enfant elle-même. La dernière séquence du film laisse néanmoins une lueur d’espoir : un groupe d’enfants joue près de la mer, et une petite fille se détache de la meute pour inviter la protagoniste féminine à se joindre à leur jeu,.

## Autre
La Conchiglia est tournée sur film 35 mm . La version originale s'intitule Aleel et est en somali, avec sous-titres italiens .
Le film a été tourné à Gondershe, une petite ville sur la côte sud de la Somalie et met en scène les habitants .